# Къзълорда
Къзълорда (на казахски: Қызылорда), в миналото наричан още Къзъл-Орда, Перовск, Ак-Мечет, е град в Казахстан, административен център на Къзълординска област‎.
Разположен е в Южен Казахстан, на брега на река Сърдаря. В периода 1925 – 1929 г. е столица на Казахската АССР в състава на РСФСР. Към 2016 г. има население от 257 299 души.

## История
Селището е основано като крепост Ак-Мечет в границите на Кокандското ханство през 1818 година. На 28 юли 1853 г. крепостта е нападната и превзета от руски войски под командването на генерал Василий Перовский и е преименувана на форт Перовский. През декември същата година гарнизонът на крепостта успешно я отбранява, когато е обсадена от кокандски войски.
През 1867 г. крепостта е превърната в град Перовск, който става уезден център на Сърдаринска област. Откриват се училища, оризища, завод за кирпич и вятърни мелници. След пускането в експлоатация на жп линията Оренбург – Ташкент, в града е построена жп гара.
На 30 октомври 1917 г. в Перовск е установена съветска власт. През 1925 г. градът е преименуван на Къзъл-Орда (букв. „Червена армия“), а столицата на Казахската автономна съветска социалистическа република е преместена тук от Оренбург. През 1929 г. столицата е преместена в Алма-Ата.
През 1930-те и 1940-те години населението на града значително нараства благодарение на преселници от други краища на СССР: политически изгнаници, депортирани поляци от Западна Украйна и Беларус, немци, корейци от Далечния Изток, народи от Крим и Северен Кавказ, както и евакуирани хора от завладените от Нацистка Германия региони. През 1960-те и 1970-те години заедно с хартиените, механическите и обувните заводи възникват нови съседни селища.
На 17 юни 1997 г. с указ на президента на Казахстан градът е преименуван от Къзъл-Орда на Къзълорда, а с него и областта е преименувана на Къзълординска.

## Население
| 1897    | 1959    | 1970    | 1979    | 1989    | 1991    | 1999    |
| ------- | ------- | ------- | ------- | ------- | ------- | ------- |
| 5058    | 65 902  | 122 373 | 156 128 | 151 791 | 158 200 | 157 364 |
| 2005    | 2007    | 2008    | 2009    | 2010    | 2011    | 2012    |
| 158 592 | 164 103 | 166 818 | 188 682 | 193 106 | 198 389 | 201 719 |
| 2013    | 2014    | 2015    | 2016    |         |         |         |
| 207 721 | 212 918 | 219 967 | 257 299 |         |         |         |

### Етнически състав
Етническият състав на града към 2016 г. е 92,62% казахи, 3,56% руснаци, 2,19% корейци, 0,45% татари и 1,18 други етноси.

## Климат
Климатът в Къзълорда е студен пустинен. Средната годишна температура е 10,8 °C, а средното количество годишни валежи е 151 mm.
| Климатични данни за Къзълорда         | Климатични данни за Къзълорда | Климатични данни за Къзълорда | Климатични данни за Къзълорда | Климатични данни за Къзълорда | Климатични данни за Къзълорда | Климатични данни за Къзълорда | Климатични данни за Къзълорда | Климатични данни за Къзълорда | Климатични данни за Къзълорда | Климатични данни за Къзълорда | Климатични данни за Къзълорда | Климатични данни за Къзълорда | Климатични данни за Къзълорда |
| Месеци                                | яну.                          | фев.                          | март                          | апр.                          | май                           | юни                           | юли                           | авг.                          | сеп.                          | окт.                          | ное.                          | дек.                          | Годишно                       |
| Абсолютни максимални температури (°C) | 15,2                          | 21,8                          | 31,3                          | 39,3                          | 41,4                          | 44,6                          | 46,0                          | 44,7                          | 42,0                          | 35,7                          | 26,0                          | 17,2                          | 46,0                          |
| Средни максимални температури (°C)    | −2,5                          | 0,2                           | 8,8                           | 20,3                          | 27,2                          | 32,9                          | 34,3                          | 32,6                          | 26,1                          | 17,4                          | 7,2                           | −0,4                          | 17,0                          |
| Средни температури (°C)               | −6,8                          | −5                            | 2,7                           | 13,3                          | 20,3                          | 26,1                          | 27,8                          | 25,7                          | 18,6                          | 10,2                          | 1,9                           | −4,7                          | 10,8                          |
| Средни минимални температури (°C)     | −10,3                         | −9,2                          | −2,2                          | 6,9                           | 13,2                          | 18,8                          | 20,8                          | 18,6                          | 11,7                          | 4,0                           | −2,4                          | −8,2                          | 5,1                           |
| Абсолютни минимални температури (°C)  | −33                           | −33,9                         | −26                           | −8                            | −0,8                          | 7,2                           | 10,9                          | 6,0                           | −1                            | −12,6                         | −25,1                         | −31                           | −33,9                         |
| Средни месечни валежи (mm)            | 19                            | 15                            | 17                            | 16                            | 16                            | 10                            | 6                             | 4                             | 4                             | 10                            | 17                            | 17                            | 151                           |
| Средна влажност на въздуха            | 78                            | 74                            | 65                            | 49                            | 41                            | 35                            | 34                            | 34                            | 40                            | 52                            | 70                            | 77                            | 54                            |
| ------------------------------------- | ----------------------------- | ----------------------------- | ----------------------------- | ----------------------------- | ----------------------------- | ----------------------------- | ----------------------------- | ----------------------------- | ----------------------------- | ----------------------------- | ----------------------------- | ----------------------------- | ----------------------------- |
| Източник: Погода и Климат             |                               |                               |                               |                               |                               |                               |                               |                               |                               |                               |                               |                               |                               |

## Икономика
Развита е леката промишленост, в частност хранително-вкусовата, тъй като в покрайнините на града се отглежда значително количество ориз. Произвеждат се строителни материали, а в района на града се добива нефт.